# Трибуно, Пьетро
Пьетро Трибуно (итал. Pietro Tribuno; ? — 912) — 17-й венецианский дож (888—912).
Пьетро был сыном Доменико Трибуно и Агнеллы, племянницы Пьетро I Кандиано. Стал дожем в 888 году.
Он принимал участие в развитии торговых отношений.
После нападения венгров в 898 году, Пьетро Трибуно внёс начальный вклад в укрепление острова Риальто, как крепости.
Похоронен в церкви Сан-Заккариа.